# 生活安宁权
生活安宁权（英語：Peaceful right）是由居住场所带来的自然人享受生活安宁、渴望得到健康舒适环境而不受他人影响、侵扰的权利，是尚未得到法律正式认可的权利。生活安宁权受到侵害的方式主要有：噪音污染、光污染、电话骚扰、信息骚扰等；受到侵害的来源主要有：邻居、施工方、公共设施、商家。生活安宁权與隐私权不同，生活安宁权的范围更广、保护目标更明确、保护力度更大。尽管生活安宁权现在尚未正式立法保护，但是在生活中受侵犯越来越多，他的保护是发展民生的关键，因此在下一步《民法典》制定中应当将在具体人格权中增设生活安宁权。

## 外部連結
- 浅论个人生活安宁与隐私权
- 生活安宁权保护的现实困境及解决思路 （页面存档备份，存于）